# Milícia Tigres
Milícia Tigres (em árabe: نمور الأحرار, transliterado: Numūr ou Al-Noumour) foi a ala militar do Partido Nacional Liberal (PNL) durante a Guerra Civil Libanesa.

## Estrutura e organização
Sob o comando de Dany Chamoun, os Tigres se tornaram em 1978 a segunda maior força miliciana cristã na Frente Libanesa, e embora os Chamouns nunca tenham alcançado com sua própria milícia o mesmo nível de eficiência organizacional mostrado pela milícia rival Forças Regulatórias Kataeb das Falanges Libanesas, foram capazes de alinhar 3 500 homens e mulheres, embora outras fontes listem um total de 4 000, que incluíam recrutas civis e desertores do exército libanês. No entanto, algumas fontes não confirmadas avançam um número ainda maior, cerca de 15 000. Seus 500 combatentes em período integral e 3 000 reservistas em tempo parcial foram organizados em ramos blindados, 'comandos', infantaria, artilharia, transmissões, médicos, logística e polícia militar. A própria cadeia de comando dos Tigres era predominantemente maronita, embora a base fosse composta de 150 000 militantes maronitas, greco-ortodoxos, drusos e xiitas do Partido Nacional Liberal e treinados no país em instalações clandestinas; estabelecido primeiramente pelo Partido Nacional Liberal em 1966, esses centros de treinamento estavam localizados em Naas no distrito de Matn, Es-Saadiyat no enclave costeiro de Iqlim al-Kharrub ao sul de Beirute e em Adma no distrito montanhoso do norte de Keserwan.
As unidades da milícia operavam principalmente no leste de Beirute, nos distritos de Byblos, Matn e Keserwan e em Trípoli, mas também estavam presentes em Zahlé no vale de Beqaa, ao sul em Iqlim al-Kharrub, no distrito de Aley e no Jabal Amel, onde seus militantes locais - depois de se fundirem com outras milícias cristãs, muçulmanas xiitas e drusas - desempenharam um papel fundamental na formação em 21 de outubro de 1976 do "Exército de Defesa do Sul do Líbano", apoiado por Israel informalmente, mais tarde conhecido como "Exército Livre Libanês", o predecessor do Exército do Sul do Líbano.

## Atividades ilegais e controvérsias
O financiamento para a milícia do Partido Nacional Liberal veio a princípio tanto da fortuna pessoal de Chamoun quanto dos esquemas de proteção coletados nas áreas sob seu controle, embora também recebessem apoio externo. Os países árabes conservadores como a Jordânia forneceram financiamento secreto, armas, munições, treinamento e outras formas de assistência não letal. A maior parte entrava pelos portos ilegais de Tabarja e Dbayeh, ambos localizados ao norte de Beirute no distrito de Keserwan, fundados no início de 1976 e administrados por Joseph Abboud, ex-motorista pessoal e parceiro de caça de Camille Chamoun, que dirigiam atividades de tráfico de drogas e de contrabando de armas em nome do Partido Nacional Liberal até 1980, quando as Forças Libanesas colocaram os portos sob seu controle. 
Combatentes implacáveis com reputação de agressividade, frequentemente iniciando hostilidades com o lado da opositor, agravada pela falta de disciplina e contenção, estiveram envolvidos nos massacres de Karantina, de Al-Masklah e de Tel al-Zaatar dos refugiados palestinos em Beirute Oriental  e Dbayeh, aliados com o Exército do Líbano Livre, Al-Tanzim, Forças Regulatórias Kataeb, Movimento Juvenil Libanês e Guardiões dos Cedros.
No final da década de 1970, no entanto, rivalidades dentro da coalizão da Frente Libanesa prejudicaram o relacionamento entre a milícia dos Tigres e seus antigos aliados cristãos, levando-os a um confronto violento com os falangistas e os Guardiões dos Cedros. Os Tigres até lutaram contra essas duas facções em maio de 1979 pelo controle dos distritos de Furn esh Shebbak e Ain El Remmaneh em Beirute, e pela cidade de Akoura no distrito de Byblos.

## Citações
1. ↑  Makdisi and Sadaka, The Lebanese Civil War, 1975-1990 (2003), p. 44, Table 1: War Period Militias.
2. 1 2 3 4  El-Kazen, The Breakdown of the State in Lebanon (2000)
3. 1 2  Tony Badran, Lebanon's Militia Wars in Lebanon: Liberation, Conflict, and Crisis (2009), p. 38.
4. ↑  Deeb, The Lebanese Civil War (1980), pp. 25-28.
5. ↑  Rabinovich, The War for Lebanon (1989), p. 65.
6. ↑  Hokayem, L'armée libanaise pendant la guerre: un instrument du pouvoir du président de la République (1975-1985) (2012), p. 43.
7. ↑  Chamussy (René) – Chronique d'une guerre: Le Liban 1975-1977 – éd. Desclée – 1978
8. ↑  Randall, Going All the Way (1984), p. 125.
9. ↑  Rabah, Conflict on Mount Lebanon: The Druze, the Maronites and Collective Memory (2020), p. 142.
10. ↑  McGowan, Roberts, Abu Khalil, and Scott Mason, Lebanon: a country study (1989), p. 240.
11. ↑  Collelo, Lebanon: a country study (1989), p. 240.
12. ↑  Bavly & Salpeter, Fire in Beirut (1984), p. 52.
13. 1 2  Tony Badran, Lebanon's Militia Wars in Lebanon: Liberation, Conflict, and Crisis (2009), p. 39.
14. ↑  O'Ballance, Civil War in Lebanon (1998), p. 90.